# Великий грішник (фільм, 1919)
«Великий грішник» (англ. The Greater Sinner) — американська драма режисера А. Дж. Блума 1919 року.

## У ролях
- Джеймс К. Гекетт
- Ормі Гоулі
- Ірвінг Каммінгс
- Джон Л. Шайн
- Ерік Мейн